# (65357) Antoniucci
(65357) Antoniucci (2002 NR55) – planetoida z pasa głównego asteroid okrążająca Słońce w ciągu 4,02 lat w średniej odległości 2,53 j.a. Odkryta 12 lipca 2002 roku.